# Euzois de Bizâncio
Euzois (em grego:  Ευζώιος, literalmente "boa vida") foi bispo de Bizâncio por seis anos, entre 148 e 154. Seu episcopado coincidiu com a perseguição aos cristãos realizada pelo imperador romano Antonino Pio.